# Boquira (ort)
Boquira är en ort i Brasilien.   Den ligger i kommunen Boquira och delstaten Bahia, i den östra delen av landet, 700 km nordost om huvudstaden Brasília. Boquira ligger 645 meter över havet och antalet invånare är 6 306.
Terrängen runt Boquira är kuperad västerut, men österut är den platt. Runt Boquira är det ganska glesbefolkat, med 22 invånare per kvadratkilometer.. Det finns inga andra samhällen i närheten.
Omgivningarna runt Boquira är huvudsakligen savann.